# Districtul Beni Boussaid
Beni Boussaid este un district din provincia Tlemcen, Algeria.